# Скандинавски полуостров
Скандинавският полуостров е най-големият полуостров на Европа с площ, която се изчислява между 750 и 800 хиляди кв. км. Границата му с континента от Ботническия залив до Баренцево море минава по реките Кермийоки и Тулома. Заобиколен е от Балтийско, Северно, Норвежко и Баренцево море. Политически е разделен между Швеция и Норвегия, но в миналото неведнъж е принадлежал на обща държавна структура. Населението му е около 15,7 милиона души.

## Физическа география

### Геоложко минало
Полуостровът е образуван вследствие на тектонски натиск от запад на изток, поради което повечето морфоструктури са насочени в тази посока. Тектонските процеси са приключили още преди 570 млн. г. и сега тази част от земната кора е стабилна, представлявана от т. нар. Балтийски щит. Впоследствие релефът е дооформен през каледонския тектонски цикъл (490 – 390 млн. г.). Под влияние на дизюнктивните (разломни) процеси, засегнали най-вече западните части, склоновете на Скандинавските планини на запад са по-стръмни и същевременно са се образували много напречни на основната ос на полуострова разломни линии, грабени и хорстове.
През последното (плейстоценско) заледяване Скандинавия е била обхваната почти изцяло от огромен ледник. От него са останали множество следи, които и до днес определят облика на региона. Редуването на по-студени и по-топли периоди е предизвиквало трансгресии и регресии (навлизане и отдръпване на океана). Така се е образувало праисторическото Йолдиево море, свързано както със Северно, така и с Бяло море. По-късно е било заменено от сладководното Анцилово езеро, последвано от още едно море – Литориново, което е пряк предшественик на днешното Балтийско море.

### Брегова линия
Бреговете на полуострова се различават значително в различните части. Източните са по-малко разчленени, по-дълбоки заливи образуват само речните устия. В Балтийско море към полуострова принадлежат островите Готланд и Йоланд, както и Оландските острови. Освен тях крайбрежието е осеяно с малки скалисти островчета – шхери. В най-южната част се оформя единственият значителен полуостров – Сконе. Западното (норвежкото) крайбрежие е осеяно с дълбоки, тесни и скалисти заливи, наречени фиорди. Образувани са под въздействието на ледници, притежават голяма дълбочина и сурова красота. Най-известни са Ослофиорд, Согнефиорд, Трондхаймфиорд. Согнефиорд е един от най-дългите фиорди в света – 205 км, а дълбочината му достига до 1308 м. Тук е разположен и големият крайбрежен архипелаг Лофотенски острови.

### Релеф
Главна релефна форма са Скандинавските планини, които като гръбнак минават по дължина на целия полуостров. Те са средновисоки, силно денудирани и на места с оформени заравнени части, известни с името фиел. Южната половина е по-широка и по-висока. Тук се намира най-високият връх Галхьопиген (2468 м), както и вторият Глитертин (2462 м). В средата (около 63° с. ш.) планинската верига е пресечена от понижението Йемтланд, където минават важни пътища и железопътни линии. Най-ниската точка в този район е 586 м. На североизток планината придобива по-подчертан алпийски вид с типични карлинги и циркуси. Тук най-високите върхове са Кебнекайсе (2123 м) и Сулителма (1914 м). Крайните североизточни разклонения (вече във Финландия) представляват плата от 300 до 500 м. н. в. Тази планина е с типична асиметрия – стръмни западни склонове и полегати склонове на изток. Скандинавските планини имат сравнително ниска снежна граница, която се спуска все повече на север – от 1800 до 800 м. Известни са множество ледници с обща площ над 5000 кв. км. Най-голям е Юстердалсбреен (1056 кв. км), след което идва Свартисен (450 кв. км).
В южната част на Скандинавския полуостров се намира Средношведската езерна низина. Някога тя е била залята от морските води и е свързвала Балтийско море с протока Категат. Впоследствие релефът ѝ е оформен от дейността на ледниците, така че днес в нея могат да се видят разнообразни ледникови форми – асиметричните хълмове дръмлини, ератици (огромни каменни блокове, довлечени от ледника), подобните на дълги насипи ескери. Тектонските сили са образували няколко типични грабена, в които се намират най-големите скандинавски езера. Още по-на юг е заобленото плато Смоланд, чийто най-висок връх Тумтабакен е на 378 м н. в. То има форма на звезда, с център, от който във всички посоки започват дълбоки долини.

### Климат
Географското положение на Скандинавския полуостров отвъд 55-ия паралел определя суров климат с голяма облачност, мъгли и силни ветрове. Все пак той е смекчен от близостта на топлото океанско течение Гълфстрийм, което оказва голямо въздействие по норвежките брегове. Скандинавските планини обаче възпрепятстват навлизането на влажните въздушни маси на изток и действат като климатична бариера. Ето защо западните склонове са характерни с обилни валежи – 1950 мм годишно за град Берген, докато при Стокхолм са само 550 мм. По подобен начин течението влияе върху температурите – в Берген дори през зимата те остават със средно ниво над нулата (1,7°), докато в Стоххолм са около -3°. В северните части по-голямо значение имат арктичните въздушни маси, които причиняват големи застудявания. Въпреки това, докато Ботническият залив замръзва за 3 – 4 месеца в годината, Гълфстрийм предпазва западните брегове от това явление през цялата година.

### Води
Регионът изобилства от водни запаси – реки, езера, блата. Реките в източната част са по-дълги. Те текат в почти права посока по издълбани от ледниците асиметрични долини и имат много прагове, ниски водопади и бързеи. Неравният терен е довел до образуването на много езера с ледников, долинен и преграден произход. Реките в западната част също са пълноводни, но много по-къси, с по-високи водопади. В северна Швеция най-големите реки са Лулеелв, Торнеелв, Умеелв и Юнган. На юг доминират Далалвен, Кларелвен (която се влива в езерото Венерн и оттам изтича под името Гьотаелв) и Глома. Последната се смята за най-голямата скандинавска река със своите 621 км дължина и пълноводие от 720 куб. м. в секунда.
Тук се намира третото по големина европейско езеро Венерн, с площ 5546 кв. км (след Ладожкото и Онежкото в Русия). В близост до него са още няколко сравнително големи езера: Ветерн (1898 кв. км), Хялмарен (493 кв. км) и известното със своите острови Меларен (1184 кв. км). На входа на езерото Меларен се намира шведската столица Стокхолм. Всички тези езера са криптодепресии, с дъно под морското равнище, което се дължи на дейността на ледниците. Така например Венерн е дълбоко 89 м, а повърхността му е на 44 м над морското равнище. Все пак едно малко езеро в Норвегия, на име Хорниндалсватнет е не само най-типичната криптодепресия на полуострова, но и най-дълбокото езеро в Европа. Неговата максимална дълбочина е 514 м, а повърхността му е на 53 м над океана. На второ място е друго норвежко езеро – Мьоса, с дълбочина 445 м.

### Природа
Климатът на Скандинавския полуостров обуславя основната част от него да бъде заета от иглолистни и смесени гори – европейската тайга. В нея преобладават бор, смърч и редки брезови дървета. Нарича се още бореална гора, която в северната си част се развива върху вечно замръзнала почва (пермафрост). Горите са разредени от множество блата и малки и големи езера, както и от торфища. Само в южните части на Швеция преобладават широколистните гори. Полуостровът е дом на много видове горски животни, пригодени към живот в суровите условия. До средата на ХХ в. природата в региона е била добре съхранена, след което въздействието на хората оказва гибелен ефект. През 80-те години главно от Великобритания към Скандинавия ветровете пренасят тонове серен диоксид, който придава висока киселинност на дъждовете. Те унищожават живота в 80% от реките и езерата на Норвегия, и той още не се е възстановил.

## Държави и население
Полуостровът е поделен между Швеция и Норвегия, като малки части остават на територията на Финландия и Русия. Швеция и Норвегия са конституционни монархии, които за около 90 години са били обединени под общата корона на шведските крале. Швеция е по-голяма (около 450 000 кв. км) и с по-голямо население – 10,3 млн. д. Освен столицата Стокхолм други големи градове са Малмьо, Гьотеборг, Упсала и Лунд. Крал на страната е Карл XVI Густав. Норвегия има площ 385 000 кв. км и население 5,4 млн. д. По-големите градове са на юг – столицата Осло, Берген, Ставангер и Трондхайм на по на север. Крал е Харалд V.

## История
В древността Скандинавия е населена с племена с германски произход, някои от които оказват значително влияние върху хода на историята – кимврите и тевтоните, готите, а в по-късни времена викингите. В края на VІІІ в. започва епохата на тези жестоки завоеватели, чиито набези опустошават бреговете и реките на цяла Европа. Постепенно се формират три кралства – Дания, Швеция и Норвегия. От 1397 до 1523 г. те образуват федеративен съюз под егидата на датските крале (първоначално на Маргарета I), наречен Калмарска уния. Съвместното съществуване е съпътствано от остри конфликти, най-вече между шведи и датчани. Напускането на Швеция не разрушава съюза на Дания с Норвегия и той оцелява до 1814 г.
От началото на ХVІ до началото на ХVІІІ в. се водят серия шведско-датски войни (част от т. нар. Северни войни), в които надмощието постепенно преминава на страната на шведите. По времето на Карл X, през 1658 г. те отнемат на Дания последните владения на Скандинавския полуостров, ако не се брои Норвегия, но тя е със статут на отделно кралство. От този момент се оформят граници, които и до днес не са променени съществено. От 1814 до 1905 г. Швеция влиза в династичен съюз с Норвегия.
През ХХ в. стандартът на живот на скандинавските страни осезателно се подобрява. Често на власт са социалдемократически партии, които създават социален модел, прочул се по целия свят – с големи привилегии на работниците в областта на пенсионните, здравните и образователните услуги. Швеция и Норвегия стават еталон за добре уредени и богати държави, притегателно място за много емигранти.